# Henri Boville
Pour les articles homonymes, voir Boville.
 (novembre 2017).
Si vous disposez d'ouvrages ou d'articles de référence ou si vous connaissez des sites web de qualité traitant du thème abordé ici, merci de compléter l'article en donnant les références utiles à sa vérifiabilité et en les liant à la section « Notes et références ».
Henri Boville, né le 25 février 1896 à Faget-Abbatial (Gers) et mort le 6 mars 1978 à Auch, est un syndicaliste et homme politique français. En 1922, il devient membre de la commission exécutive de la CGTU et le demeure jusqu'en 1929. Il meurt en 1978.

## Biographie
Il est mobilisé en 1914 puis réformé de manière temporaire, puis définitivement en 1917, il est renvoyé dans ses foyers.
Il adhère au Parti communiste (PC) en 1920 et se marie à Paris. Son fils naît dans les mois qui suivent. En 1922, il devient membre de la commission exécutive de l'Union des syndicats CGTU de la Seine et de la commission exécutive de la CGTU. En 1923, à son congrès de Bourges, la Fédération CGTU de l'Alimentation l'élit au secrétariat général.
Il est élu au conseil d'administration de la boulangerie coopérative La Fraternelle où il travaille en 1924. Cette même année, il est élu secrétaire à la propagande de la Fédération sportive du travail. En 1925, il signe la Lettre ouverte au comité exécutif de l'Internationale communiste (IC). Lors du Ve congrès de la Seine, il critique le bureau de l'Union des syndicats.
En 1926, un secrétaire général adjoint, Simonin qui vient d'être élu au Comité central au congrès du PC à Lille, est désigné à ses côtés au secrétariat général de la fédération. En 1928, les militants du Gers lui demandent de défendre les idées du PC aux élections législatives, dans la circonscription d'Auch-Lombez.
En 1929 , lors du XIVe congrès nationale de la fédération, il doit s'affronter à Simonin. En septembre, l'Humanité écrit que parmi les signataires d'un document minoritaire pour l'indépendance du syndicalisme, certains, c'est le cas de Boville, sont des membres du Parti, qui, en conséquence, n'ont plus rien à y faire.  Il n'est pas réélu à la commission exécutive de la CGTU et est exclu du PC.
En 1931, il écrit dans Le Cri du Peuple que les syndicalistes ne peuvent accepter de «  voir russifié le mouvement français  ». Il se rend à Moscou pour s'expliquer sur les divergences de la minorité CGTU avec le CCN de la CGTU.
Il fait fusionner la Fédération CGTU de l'Alimentation avec la Fédération CGT en 1932. L’année suivante, il devient l'un des secrétaires adjoints lors du congrès fédéral de Paris. Il est initié à franc-maçonnerie.
En 1934,  il devient délégué de la Seine au XXXIe congrès socialiste national, à Toulouse puis assure le secrétariat du syndicat des ouvriers boulangers de la Seine en 1935.
Il est candidat pour la SFIO aux élections législatives de 1936 dans la première circonscription du XV e arrondissement de Paris. Il devient, également, membre du Conseil économique.
En 1937, dans la CGT réunifiée, il siège au comité exécutif fédéral et à la commission exécutive de l'Union des syndicats de la Seine avant d'être battu aux élections en 1938.
Il est employé au ministère du Travail entre 1941 et 1942. En 1941, nommé conseiller général de Vanves, dans la Seine. En 1942, il est également désigné conseiller municipal de Châtenay-Malabry, dans la Seine, où il est domicilié.
Il est nommé membre de la commission provisoire d'organisation de la formation professionnelle des commerces de l'alimentation en 1943.
Il est arrêté en 1945 pour «  collaboration avec l'ennemi  ».

## Source
- Dictionnaire biographique du mouvement ouvrier français, Les Éditions de l'Atelier, 1997.